# Katerban (Kutoarjo)
Katerban is een bestuurslaag in het regentschap Purworejo van de provincie Midden-Java, Indonesië. Katerban telt 4099 inwoners (volkstelling 2010).